# Нортемптон (округ Саффолк, Нью-Йорк)
Нортемптон (англ. Northampton) — переписна місцевість (CDP) в США, в окрузі Саффолк штату Нью-Йорк. Населення — 763 особи (2020).

## Географія
Нортемптон розташований за координатами 40°52′33″ пн. ш. 72°41′5″ зх. д. / 40.87583° пн. ш. 72.68472° зх. д. (40.875817, -72.684606).  За даними Бюро перепису населення США в 2010 році переписна місцевість мала площу 30,18 км², з яких 29,92 км² — суходіл та 0,26 км² — водойми.

## Демографія
Згідно з переписом 2010 року, у переписній місцевості мешкало 570 осіб у 191 домогосподарстві у складі 145 родин. Густота населення становила 19 осіб/км².  Було 239 помешкань (8/км²).
Расовий склад населення:
| - 53,7 % — білих - 27,5 % — чорних або афроамериканців - 0,4 % — вихідців з тихоокеанських островів - 0,4 % — азіатів - 14,9 % — осіб інших рас |

До двох чи більше рас належало 3,2 %. Частка іспаномовних становила 19,6 % від усіх жителів.
За віковим діапазоном населення розподілялося таким чином: 19,1 % — особи молодші 18 років, 71,3 % — особи у віці 18—64 років, 9,6 % — особи у віці 65 років та старші. Медіана віку мешканця становила 37,9 року. На 100 осіб жіночої статі у переписній місцевості припадало 108,8 чоловіків;  на 100 жінок у віці від 18 років та старших — 114,4 чоловіків також старших 18 років.
Середній дохід на одне домашнє господарство  становив 61 070 доларів США (медіана — 51 333), а середній дохід на одну сім'ю — 61 353 долари (медіана — 61 000). За межею бідності перебувало 9,0 % осіб, у тому числі 0,0 % дітей у віці до 18 років та 0,0 % осіб у віці 65 років та старших.
Цивільне працевлаштоване населення становило 353 особи. Основні галузі зайнятості: будівництво — 18,4 %, фінанси, страхування та нерухомість — 17,3 %, освіта, охорона здоров'я та соціальна допомога — 16,1 %.